# Piedade do Rio Grande
Piedade do Rio Grande is een gemeente in de Braziliaanse deelstaat Minas Gerais. De gemeente telt 4.871 inwoners (schatting 2009).

## Aangrenzende gemeenten
De gemeente grenst aan Andrelândia, Ibertioga, Madre de Deus de Minas, Santana do Garambéu, Santa Rita de Ibitipoca en São João del-Rei.